# Mexicaanse tetra
De Mexicaanse tetra (Astyanax mexicanus) is een straalvinnige vissensoort uit de familie van de karperzalmen (Characidae). De wetenschappelijke naam van de soort is voor het eerst geldig gepubliceerd in 1853 door De Filippi.
De nauw verwante vissensoort Astyanax jordani wordt door sommige taxonomen beschouwd als een grottenbewonende variant of ondersoort van de Mexicaanse tetra. 

## Kenmerken
Deze vis heeft een zilverkleurig lichaam met wat rood en geel in de vinnen. De lichaamslengte bedraagt 12 cm.

## Verspreiding en leefgebied
Deze soort komt voor in de zuidelijke Verenigde Staten en Midden-Amerika in brongebieden, beken en kleine rivieren.